# Karin Wanngård
Karin Wanngård, née le 29 juin 1975 à Ekerö (Suède), est une femme politique suédoise. Membre du Parti social-démocrate suédois des travailleurs (SAP), elle est maire de Stockholm de 2014 à 2018, puis de nouveau à partir de 2022. 

## Sources
- (en) Cet article est partiellement ou en totalité issu de l’article de Wikipédia en anglais intitulé « Karin Wanngård » (voir la liste des auteurs).